# Škoda Rapid (1984)

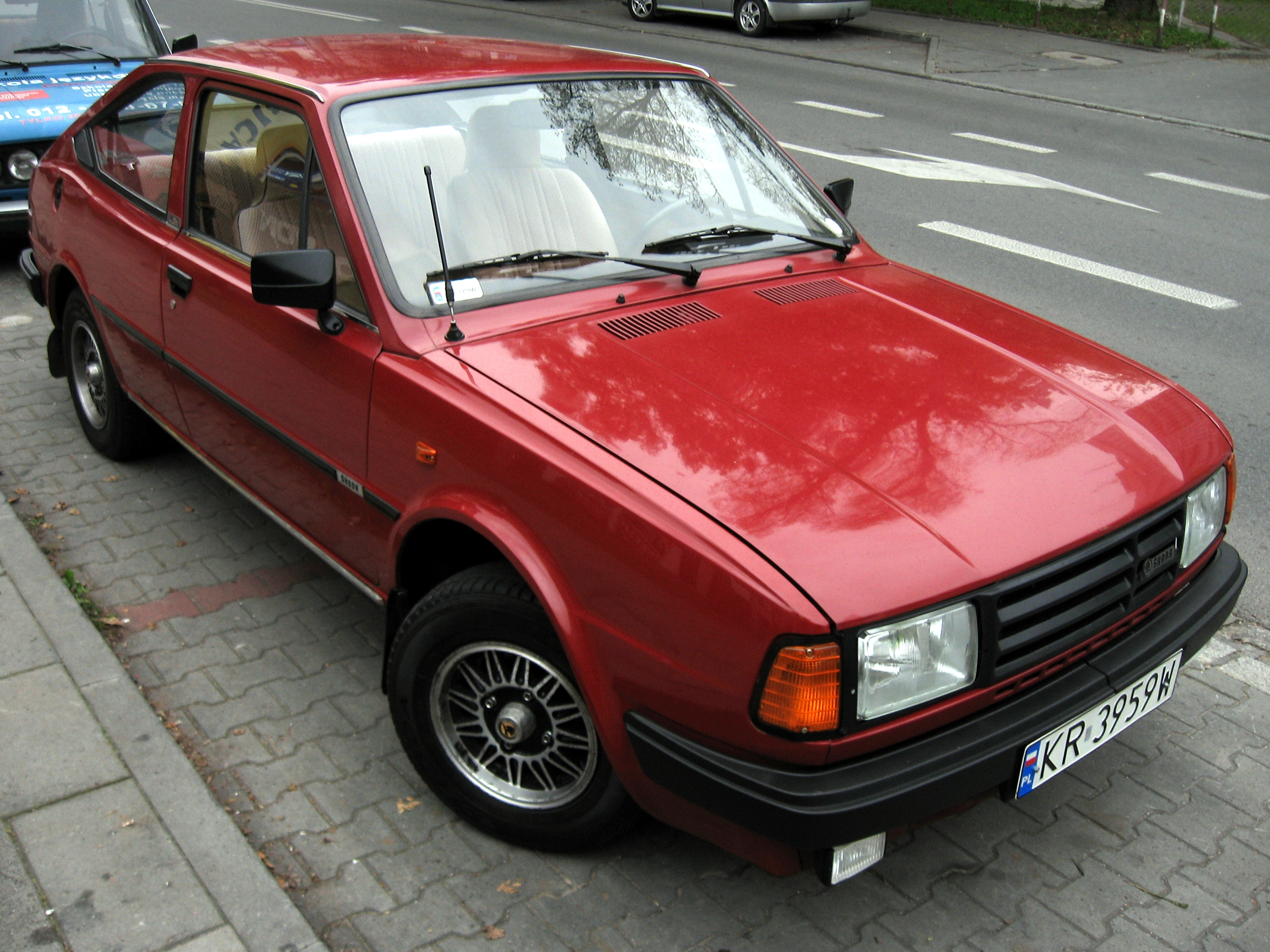
Skoda Rapid 136

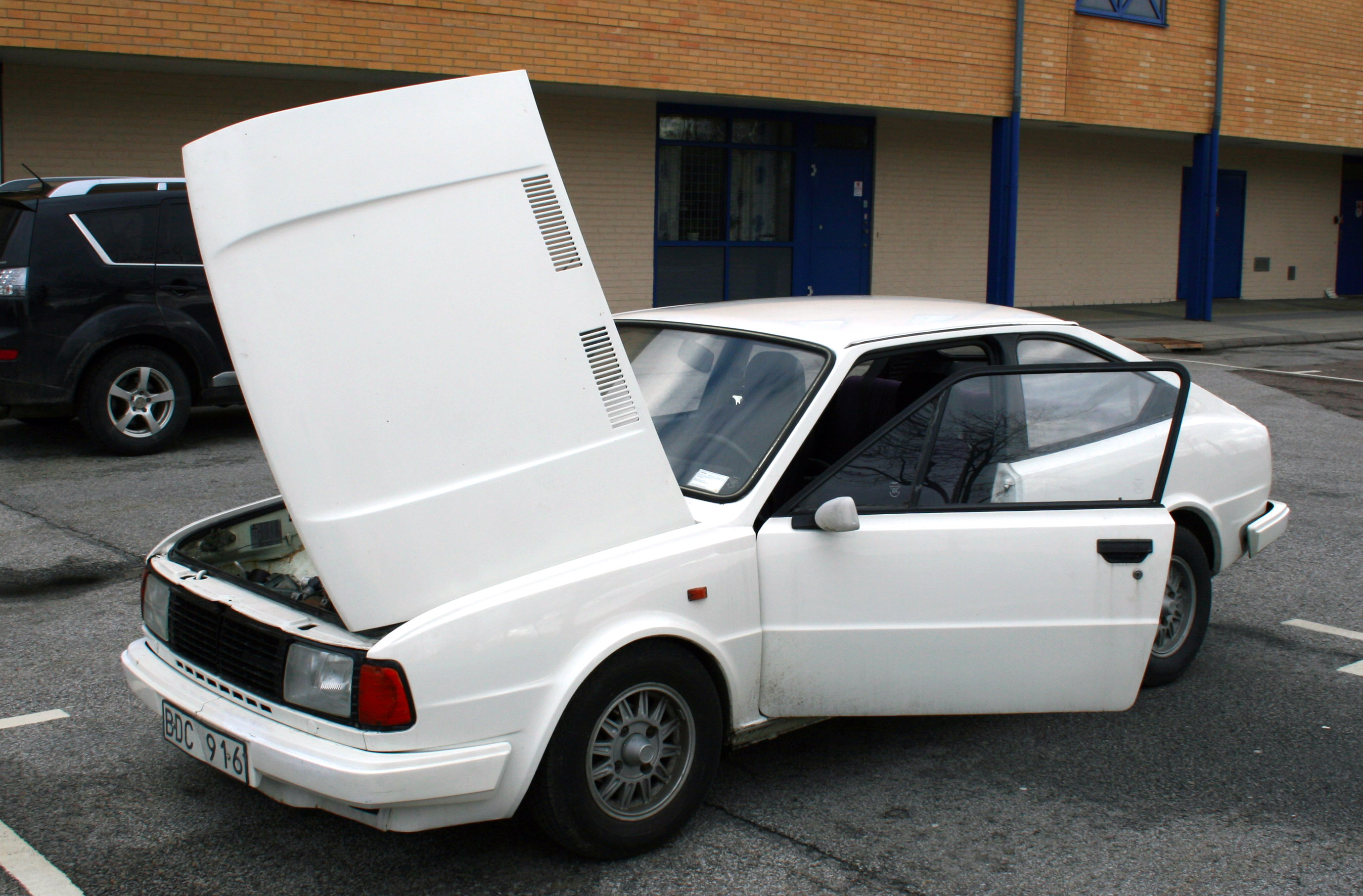
Skoda Rapid 130 G

Škoda Rapid var en sportcoupé designad och byggd av Škoda i Tjeckoslovakien åren 1984-1990. Rapid var en coupévariant av fyradörrars Škoda 130 och en uppdatering av den liknande tidigare coupén Škoda Garde. Bilen hade en 1,3-liters stötstångsmotor med 62 hästkrafters effekt monterad bakom bakaxeln. Bilen ansågs på sin tid vara omodern men var tillsammans med fyradörrarsversionen, åtminstone på den svenska marknaden, den enda bil förutom Porsche 911 som hade svansmotor, vilket gjort att den ibland kallats för "fattigmansporsche". Motorns effekt räckte för en toppfart på runt 155 km/h och en acceleration från 0-100 på ca 15 sekunder.
Efter hand som bilarna blivit ovanligare har de börjat uppskattas mer av veteranbilsentusiaster.
Några Garde och Rapid skickades till Storbritannien för att byggas om till cabriolet.
Ursprungligen var der namnet på Škoda Rapid tillverkad 1935–1947.

## Återupplivandet av Rapid-namnet
2011 lanserades en modell med namnet Skoda Rapid i Indien. Denna har dock inget släktskap med den ursprungliga Rapid-modellen utan motsvarar den indiska Volkswagen Vento, en sedanversion av Volkswagen Golf.
Under 2012 har en europeisk bil med namnet Rapid lanserats, en modell som i storlek motsvarar Octavia av den första moderna generationen, placerad mellan Fabia och kommande modell av Octavia i storlek, en relativt enkel och chosefri modell, som också får en systermodell i Seat Toledo. Bilarna tillverkas i samma fabrik i Tjeckien. Nya Skoda Rapid lanserades i Sverige den 11 maj 2013, detta på grund av att Skoda Sverige ville lansera nästa generation Octavia först. Under senhösten/vintern 2013 väntas kombiversionen av Skoda Rapid lanseras, Skoda Rapid Spaceback.